# Gleison Bremer
Gleison Bremer Silva Nascimento (Itapitanga, 1997. március 18.) brazil válogatott labdarúgó, a Juventus játékosa.

## Pályafutása

### Klubcsapatokban
2014-ben 17 évesen került a Desportivo Brasil korosztályos csapataiba, majd 2016-ban rövid időre kölcsönbe került a São Pauloba. 2017 márciusában 380 ezer Brazil realért szerződtette a CA Mineiro. Júniusban az első keret tagja lett, majd június 26-án Rodrigão cseréjeként mutatkozott be a Chapecoense ellen 1–0-ra megnyert bajnoki mérkőzésen. Július 11-én 2021 végéig meghosszabbította a szerződését a klubbal.
2018. július 10-én az olasz Torino ötéves szerződést kötött vele. Augusztusban a kupában és a bajnokságban is debütált. 2022. február 2-án 2024-ig hosszabbított. A 2021–2022-es szezonban nyújtott teljesítménye miatt megkapta a Serie A szezon legjobb védőjének járó díjat.
2022. július 20-án öt évre a rivális Juventus csapatához írt alá. Augusztus 15-én a Sassuolo ellen 3–0-ra megnyert bajnoki találkozón debütált. Szeptember 11-én első bajnoki gólját is megszerezte a Salernitana ellen.

### A válogatottban
2022. szeptember 9-én első alkalommal kapott meghívót a válogatottba. Szeptember 23-án mutatkozott be Ghána elleni barátságos mérkőzésen. November 7-én bekerült a 2022-es labdarúgó-világbajnokságra utazó 26 fős keretbe.

## Sikerei, díjai

### Klub
- Juventus
  - Olasz kupa: 2023–24

### Egyéni
- Serie A – A szezon legjobb védője: 2021–22[15]
- Serie A – Az Év csapatának tagja: 2021–22,[16] 2022–23,[17] 2023–24